# دون سنو
دون سنو (بالإنجليزية: Don Snow) هو عازف الأرغن بريطاني، ولد في 13 يناير 1957 في نيروبي في كينيا.

## وصلات خارجية
- دون سنو على موقع ميوزك برينز (الإنجليزية)
- دون سنو على موقع ديسكوغز (الإنجليزية)